# Borough of Maidstone
Maidstone is een district met boroughstatus in het shire-graafschap (non-metropolitan county OF county) Kent. De rivier de Medway stroomt door Maidstone. De hoofdstad is de stad Maidstone.

## Civil parishesin district Maidstone
Barming, Bearsted, Bicknor, Boughton Malherbe, Boughton Monchelsea, Boxley, Bredhurst, Broomfield and Kingswood, Chart Sutton, Collier Street, Coxheath, Detling, Downswood, East Farleigh, East Sutton, Frinsted, Harrietsham, Headcorn, Hollingbourne, Hucking, Hunton, Langley, Leeds, Lenham, Linton, Loose, Marden, Nettlestead, Otham, Otterden, Staplehurst, Stockbury, Sutton Valence, Teston, Thurnham, Tovil, Ulcombe, West Farleigh, Wichling, Wormshill, Yalding.

## Plaatsen in district Maidstone
- Reculver

## Spoorwegen
In het district Maidstone liggen de volgende spoorwegstations:
- Bearsted
- Beltring
- East Farleigh
- Harrietsham
- Headcorn
- Hollingbourne
- Lenham
- Staplehurst
- Yalding